# Батальон
Батальонът (на френски: bataillon) е основното тактическо подразделение в сухопътните и въздушнодесантните войски и в морската пехота на почти всички съвременни армии. Влиза в състава на полка или е самостоятелна войскова част. Състои се от 3 – 5 роти и подразделения за управление и снабдяване.
В състава на армията на Царство България е с наименованието дружина.

## Видове
Батальоните биват мотострелкови (пехотен, мотопехотен), танков, парашутнодесантен, инженерносапьорен, свързочен, автомобилен и др.